# Rüdiger Fritsch
Klaus Rüdiger Fritsch (* 10. Juli 1961 in Frankfurt-Sachsenhausen) ist ein deutscher Rechtsanwalt und seit 2012 Präsident des SV Darmstadt 98.

## Leben
1961 wurde Fritsch in Frankfurt-Sachsenhausen geboren. Sein Vater war angestellter Ingenieur in der Druckindustrie. Er wuchs zusammen mit seiner acht Jahren jüngeren Schwester auf. Seine Eltern waren sportbegeistert, sodass er ab seinem achten Lebensjahr Fußball spielte. Zudem interessierte er sich für Basketball, Ringen und besuchte auch Spiele der SG Dietzenbach in der Handball-Bundesliga. Später spielte er in der vierten Amateurliga im Mittelfeld des TSV Heusenstamm.
Nach seinem Abitur entschied er sich für ein Jura-Studium. Als Student gründete er eine Tennisschule um sein Studium zu finanzieren. Nach seinem Studium arbeitete er zwei Jahre als angestellter Anwalt, bevor er 1993 in eine Wirtschaftskanzlei eines Studienfreunds einstieg. Die Kanzlei befand sich bis 2005 in Neu-Isenburg und befindet sich nun in Frankfurt am Main. Dort ist er Fachanwalt für Arbeitsrecht.
2007 wurde Fritsch Präsidiumsmitglied beim SV Darmstadt 98 und später Vizepräsident. 2012 wurde er Präsident der Lilien. Damit war er beim Aufstieg von der 3. Liga in die Bundesliga beteiligt, sorgte ab 2017 für eine Etablierung in der 2. Bundesliga, leitete die Fertigstellung des Funktionsgebäudes sowie den Bau der Trainingsplätze und plante den Umbau des Stadion am Böllenfalltor. Seit Oktober 2018 ist er Präsidiumsmitglied der DFL. Zudem ist er Mitglied im DFB-Vorstand. Seit 2022 ist er Mitglied im Aufsichtsrat der DFL.
Am 17. März 2025 gab Rüdiger Fritsch bekannt, für die Präsidiumswahl im Oktober 2025 nicht erneut zu kandidieren.

## Positionen
Fritsch setzt sich gegen eine Kommerzialisierung des europäischen Fußballs ein und kritisierte im Zusammenhang damit auch die Pläne der Super League.

## Privates
Seine Rechtsgebiete sind Wirtschaft- und Unternehmensrecht, Gesellschaftsrecht, Gewerblicher Rechtsschutz, Arbeitsrecht, EDV-Recht und Luftfahrtrecht. Neben seiner Tätigkeit als Rechtsanwalt und seiner Präsidentschaft bei den Lilien ist er Aufsichtsratsmitglied der Mercurius AG (Frankfurt am Main), der Sportec Solutions GmbH (Köln) und Beiratsmitglied der Fireboard GmbH (Rodgau).
Fritsch ist verheiratet und hat zwei Söhne.